# Ресторан „Коларац”
„Коларац“ је ресторан у Београду, у Кнез Михаиловој улици бр. 46.

## Локација
Ресторан "Коларац" се налази у центру града, у најпрометнијој пешачкој улици старог дела Београда, од 1950. године.

## Историја

### Прва зграда
Кафана је први пут отворена 1870. године на почетку Македонске улице у комплексу зграда Илије Милосављевића Коларца. Посећивали су је политичари, официри и државни чиновници, али су се ту одржавали и балови и пројекције филмова. Зграда је изграђена 1858. године, а помињу је и као пивницу, хотел и кафану. Главна сала била је декорисана сликама хероја из Првог и Другог српског устанка. Почетком 20. века ту се налазила и прва пошта у Београду. Претпоставља се да је припрема завере и убиства краља Александра Обреновића и Драге Машин обављена баш у овој кафани. Зграда је срушена током немачког бомбардовања 6. априла 1941. године.

### Друга зграда
Нови ресторан "Коларац" отворен је 1950. године, у згради коју је 1869. године изградио београдски трговац Вељко Савић. Са суседном зградом, бр. 48, једна је од првих које су изграђене по усвајању првог регулационог плана из 1867. године. Извесне промене изгледа зграде на фасадама и међуспратној конструкцији (1912) делимично су враћене рестаурацијом 1977. године. У делу приземља смештен је ресторан "Коларац", а на спрату је легат Музеја града Београда.
Данашњи "Коларац" је прво био менза за раднике Митићеве робне куће, па пивница, и најзад, кафана. Ту су се скупљали академици током деценија, теже је набројати оне глумце који нису никад били у "Коларцу" него оне који су овде били стални гости. Помињу се: Павле Вуисић, Љубиша Самарџић, а сећају се Гидре Бојанића и његове дупле вотке, Петра Краља који је имао своју "стазу слонова" на којој је обилазио пет кафана и свакодневно је пролазио овуда... Драган Николић и Воја Брајовић су такође били редовни гости. Драго Чума је био родоначелник идеје да у овој кафани госта чекају увек ови ситни колачи.
Данас делује нестварно да је ова кафана некада била отварана у 6 сати ујутру. Према речима директора угоститељства предузећа "Варош капија", Бошка Кузмановића: "Сви ондашњи трговци долазили би на доручак већ после шест сати ујутру -  - У комшилуку су биле највеће фирме: "Атекс", "Бетекс", "Србијатекс", комисиони, "Руднап", "Траншпед"... Већ за доручак служили бисмо рестовану џигерицу, папке у сафту, шкембиће, цревца... а многи би уз прву кафу и ратлук на шанку "начели" и први дневни вињак."

## Изглед ресторана
"Коларац" има ресторански део капацитета од 100 места, башту у Кнез Михаиловој улици, капацитета од 60 места и унутрашњу башту са 75 места. Ентеријер ресторана одише аутентичним, традиционалним духом старог Београда.

## Угоститељска понуда
Ресторан нуди концепт споја домаће и интернационалне кухиње, на модеран начин, условљен урбаним начином данашњег живота: од супа и чорби, преко предјела (гриловани сир шкрипавац са Мироча), куваних јела(гулаш), готових јела и специјалитета, до слаткиша.

## Занимљивости
У овом ресторану снимане су пре 20 година сцене популарне ТВ серије "Породично благо", за коју се кафана звала "Кафана код Мачка".